# Друцкий, Иван Семёнович Путята
Князь Иван Семёнович Путята Друцкий (ум. после 1466) — государственный деятель Великого княжества Литовского, родоначальник ветви князей Путятичей, по переселении в Россию ставших называться Путятиными.

## Биография
Второй сын князя Семёна Дмитриевича Друцкого.
Впервые упоминается в 1422 году как один из гарантов Мельненского мира с Тевтонским орденом. В 1424 году вместе со старшим братом Иваном Бабой Друцким был послан Витовтом на помощь московским войскам для отражения набега ордынского царевича Худайдата на Одоевское княжество.
Был верным сторонником Свидригайла, участвовал в подписании договора этого князя с Ягайлом о статусе Западного Подолья (29.11.1430). 19 июня 1431 подписал договор Свидригайла с Орденом, 2 сентября 1431 подписал договор короля Владислава и Свидригайла с Орденом, 15 мая 1432 подписал еще один договор Свидригайла и Тевтонского ордена, заключенный в Христмемеле. В 1431 году подписал Чарторыйское перемирие с Польшей, завершившее Луцкую войну.
В 1433 году стал воеводой смоленским. Во время гражданской войны в Литве 22 марта 1433 подписал послание сторонников Свидригайла к Базельскому собору. После поражения Свидригайла ушел с ним на Волынь, при этом сохранил право на часть Друцкого княжества; в 1437—1438 годах подписал привилегии, данные Свидригайлом Луцку.
В 1440 году встречал Казимира IV, прибывшего в Литву, не позднее 1443 года получил от него Слободку в Оршанском повете, «што держалъ кн(я)зь Александро Кинъдыревич», а впоследствии и другие владения. Согласно Оскару Халецкому, в 1458 и 1466 годах приезжал в Острог. С.В. Полехов полагает, что Путята умер не позднее конца 1450-х годов, «поскольку в это время уже действуют его сыновья».
Печать Путяты от 1423 года со знаком в виде процветшего креста, которым пользовались и его потомки, приведена в издании «Снимки древних русских печатей государственных, царских, областных, городских, присутственных мест и частных лиц». Она привешена к документу, хранившемуся в Пулавах в собрании древних актов князей Чарторыйских.
Дети:
- князь Василий Иванович Путятич. Жил в селении Горы, близ Друцка, основатель линии князей Друцких-Горских
- князь Иван Иванович Путятич. Основатель ветви князей Путятиных, поселившихся в Новгородской земле
- князь Дмитрий Иванович Путятич (ум. 1505), воевода Киевский
- князь Михаил Иванович Путятич. Основатель ветви князей Шишевских-Толочинских